# ウェールズ・ラリーGB

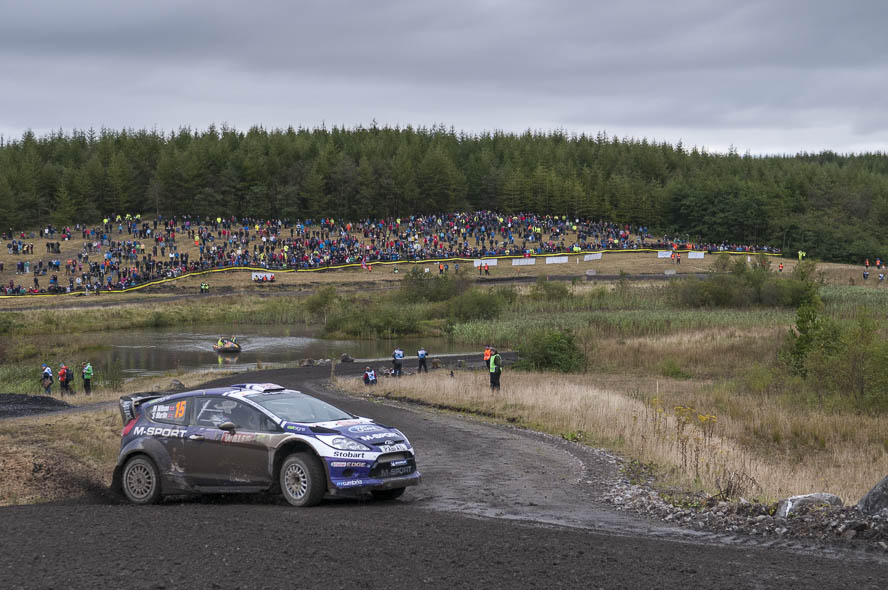
2012年大会

ウェールズ・ラリーGB（Wales Rally GB）は世界ラリー選手権 (WRC) の1イベント。ウェールズで開催される、ラリー・モンテカルロに次ぐ歴史を持つ。

## 歴史
第1回は王立自動車クラブ（RAC）が主催し、RACラリーとして1932年に開催された。その後戦時の中断などをはさみ、70回近くも開催される伝統のラリーである。やがて1997年からはラリー・オブ・グレートブリテンとなり、2003年からは現行名での開催となる。2020年は新型コロナウイルス感染症の影響で中止。
例年、シーズン最終戦として行なわれることが多く、過去チャンピオン決定のドラマが演じられてきた。1998年にはトミ・マキネン（三菱）が初日にリタイアし、カルロス・サインツ（トヨタ）が4位以内でゴールすればチャンピオンを獲得できたが、最終日・最終SSのゴール300m手前でサインツがエンジンブローによりリタイアしたため、マキネンの3連覇が決定した。
2017年は地元チームのMスポーツが10年ぶりにマニュファクチャラーズタイトルを制覇。Mスポーツに所属するセバスチャン・オジェとジュリアン・イングラシアがドライバーとコ・ドライバーのタイトルを5連覇。同じくMスポーツに所属するウェールズ出身のエルフィン・エバンスがWRC初優勝、エバンスが使用するDMACKタイヤもWRC初勝利という快挙で盛り上がった。

## 特徴
かつてはイングランド、ウェールズ、スコットランドを広範囲に走り回るラリーだったが、WRCイベントのコンパクト化の流れに沿い、現在は大部分がウェールズの森林・広陵地帯で行なわれている。コースは高速のグラベルロードだが、雨や霧が多く路面がぬかるんで滑りやすい。また、秋から初冬にかけて天候が不安定な時期に開催されるため、雪の影響を受けることもある。ここでは地元の英国人ドライバーのほか、北欧系ドライバーも強さを発揮してきた。

## 歴代優勝者（1973年以降）
| 年      | 優勝者                   | 優勝者                   | 車輌                                 |
| 年      | ドライバー               | コ・ドライバー           | 車輌                                 |
| ------- | ------------------------ | ------------------------ | ------------------------------------ |
| 1973年  | ティモ・マキネン         | ヘンリー・リドン         | フォード・エスコートRS1600           |
| 1974年  | ティモ・マキネン         | ヘンリー・リドン         | フォード・エスコートRS1600           |
| 1975年  | ティモ・マキネン         | ヘンリー・リドン         | フォード・エスコートRS1800           |
| 1976年  | ロジャー・クラーク       | スチュアート・ペッグ     | フォード・エスコートRS1800           |
| 1977年  | ビョルン・ワルデガルド   | ハンス・ソルセリウス     | フォード・エスコートRS1800           |
| 1978年  | ハンヌ・ミッコラ         | アーネ・ヘルツ           | フォード・エスコートRS1800           |
| 1979年  | ハンヌ・ミッコラ         | アーネ・ヘルツ           | フォード・エスコートRS1800           |
| 1980年  | ヘンリ・トイボネン       | ポール・ホワイト         | タルボット・サンビームロータス       |
| 1981年  | ハンヌ・ミッコラ         | アーネ・ヘルツ           | アウディ・クワトロ                   |
| 1982年  | ハンヌ・ミッコラ         | アーネ・ヘルツ           | アウディ・クワトロ                   |
| 1983年  | スティグ・ブロンクビスト | ビョルン・セダーベルグ   | アウディ・クワトロA2                 |
| 1984年  | アリ・バタネン           | テリー・ハリーマン       | プジョー・205ターボ16                |
| 1985年  | ヘンリ・トイボネン       | ニール・ウィルソン       | ランチア・デルタS4                   |
| 1986年  | ティモ・サロネン         | セッポ・ハルヤンヌ       | プジョー・205ターボ16E2              |
| 1987年  | ユハ・カンクネン         | ユハ・ピロネン           | ランチア・デルタHF 4WD               |
| 1988年  | マルク・アレン           | イルッカ・キビマキ       | ランチア・デルタHFインテグラーレ     |
| 1989年  | ペンティ・アイリッカラ   | Ronan McNamee            | 三菱・ギャランVR-4                   |
| 1990年  | カルロス・サインツ       | ルイス・モヤ             | トヨタ・セリカGT-FOUR                |
| 1991年  | ユハ・カンクネン         | ユハ・ピロネン           | ランチア・デルタHFインテグラーレ 16V |
| 1992年  | カルロス・サインツ       | ルイス・モヤ             | トヨタ・セリカターボ4WD              |
| 1993年  | ユハ・カンクネン         | ニッキー・グリスト       | トヨタ・セリカターボ4WD              |
| 1994年  | コリン・マクレー         | デレック・リンガー       | スバル・インプレッサ555              |
| 1995年  | コリン・マクレー         | デレック・リンガー       | スバル・インプレッサ555              |
| 1996年† | アルミン・シュワルツ     | デニス・ジロード         | トヨタ・セリカ GT-FOUR               |
| 1997年  | コリン・マクレー         | デレック・リンガー       | スバル・インプレッサWRC              |
| 1998年  | リチャード・バーンズ     | ロバート・レイド         | 三菱・カリスマGT                     |
| 1999年  | リチャード・バーンズ     | ロバート・レイド         | スバル・インプレッサWRC              |
| 2000年  | リチャード・バーンズ     | ロバート・レイド         | スバル・インプレッサWRC              |
| 2001年  | マーカス・グロンホルム   | ティモ・ラウティアイネン | プジョー206WRC                       |
| 2002年  | ペター・ソルベルグ       | フィル・ミルズ           | スバル・インプレッサWRC              |
| 2003年  | ペター・ソルベルグ       | フィル・ミルズ           | スバル・インプレッサWRC              |
| 2004年  | ペター・ソルベルグ       | フィル・ミルズ           | スバル・インプレッサWRC              |
| 2005年  | ペター・ソルベルグ       | フィル・ミルズ           | スバル・インプレッサWRC              |
| 2006年  | マーカス・グロンホルム   | ティモ・ラウティアイネン | フォード・フォーカスWRC              |
| 2007年  | マーカス・グロンホルム   | ティモ・ラウティアイネン | フォード・フォーカスWRC              |
| 2008年  | セバスチャン・ローブ     | ダニエル・エレナ         | シトロエン・C4 WRC                   |
| 2009年  | セバスチャン・ローブ     | ダニエル・エレナ         | シトロエン・C4 WRC                   |
| 2010年  | セバスチャン・ローブ     | ダニエル・エレナ         | シトロエン・C4 WRC                   |
| 2011年  | ヤリ＝マティ・ラトバラ   | ミイカ・アンティラ       | フォード・フィエスタWRC              |
| 2012年  | ヤリ＝マティ・ラトバラ   | ミイカ・アンティラ       | フォード・フィエスタWRC              |
| 2013年  | セバスチャン・オジェ     | ジュリアン・イングラシア | フォルクスワーゲン・ポロ R WRC       |
| 2014年  | セバスチャン・オジェ     | ジュリアン・イングラシア | フォルクスワーゲン・ポロR WRC        |
| 2015年  | セバスチャン・オジェ     | ジュリアン・イングラシア | フォルクスワーゲン・ポロR WRC        |
| 2016年  | セバスチャン・オジェ     | ジュリアン・イングラシア | フォルクスワーゲン・ポロR WRC        |
| 2017年  | エルフィン・エバンス     | ダニエル・バリット       | フォード・フィエスタWRC              |
| 2018年  | セバスチャン・オジェ     | ジュリアン・イングラシア | フォード・フィエスタWRC              |
| 2019年  | オィット・タナック       | マルティン・ヤルヴェオヤ | トヨタ・ヤリスWRC                    |
| 2020年  | 中止                     | 中止                     | 中止                                 |

† 1996年はFIA2リッターワールドカップ (W2L) として開催。